# Sara Rustja Turniški
Sara Turniški (roj. Rustja, 1986, Brje na Vipavskem) je slovenska pianistka, diplomantka slovite Dubravke Tomšič Srebotnjak na Akademiji za glasbo v Ljubljani. 
Sara Rustja Turniški je svojo prvo glasbeno izobrazbo klavirja prejela v razredu gospe Vidojke Curk na glasbeni šoli v Ajdovščini, nato pa je bila sprejeta v razred mladih talentov prof. Sijavuša Gadžijeva. Študij je nadaljevala na Srednji glasbeni in baletni šoli v Ljubljani, prav tako pri prof. Gadžijevu, kjer je, enako kot na Škofijski gimnaziji v Vipavi, leta 2005 maturirala z odliko. Po končani srednji šoli je bila sprejeta v razred prof. Dubravke Tomšič Srebotnjak na Akademiji za glasbo v Ljubljani. V njenem razredu je leta 2010 diplomirala z najvišjo oceno Summa cum Laude. Po diplomi se je izpopolnjevala pri prof. Igorju Cognolatu v Italiji in pri prof. Noelu Floresu na Dunaju. Neizbrisen pečat v njenem glasbenem ustvarjanju je pustil pianist Fabio Bidini z nemške Hochschule für Musik Hanns Eisler v Berlinu, s katerim je sodelovala od leta 2011.
Kot petnajstletna je prvič nastopila kot solistka z orkestrom in sicer z mednarodnim simfoničnim orkestrom Alpe – Adria na turneji po Sloveniji in Italiji z izvedbo koncerta za klavir in orkester W. A. Mozarta, št. 9 v Es-duru, imenovanim tudi "Jeunehomme". Kasneje je kot solistka nastopila še z orkestri NOVA Filharmonija, Komornim orkestrom Slovenske filharmonije ter z orkestrom Slovenske filharmonije.
Kot solistka in kot članica komornih zasedb je nastopila doma in v tujini. Igrala je solistične recitale in kot solistka z orekstri na odrih Kulturnega doma Nova Gorica in drugih kulturnih domov po Sloveniji, na odrih Glasbene mladine Slovenije, Glasbene mladine ljubljanske, Slovenskih Križank, Cankarjevega doma, Ljubljanskega gradu, zveze ZKD in drugih glasbenih organizacij, občin, v komorni zasedbi Klavilina je igrala za Glasbeno mladino Hrvaške, solistični recital je igrala v okviru Festivala Ljubljana, igrala je na ciklu Virtuozo v Zagrebu, na festivalu Nei suoni dei Luoghi v Italiji in v Sloveniji, na mednarodnem glasbenem festivalu "Festival Internacional de Música de Gijón" v Španiji, na solistični turneji po Andaluziji (Cόrdoba, Sevilla, Granada, Almuñecar, Santa Fé) ter na drugih odrih.
V letu 2010 je v Kulturnem domu Nova Gorica in v okviru festivala DPG Koper zaigrala klavirski recital "Veter veje, kjer hoče", kjer je klavirski repertoar dopolnila s svojimi teksti o skladbah. Klavirski recital je posnel tudi Radio Koper.
V letu 2009 je trikrat nastopila na Jubilejnem abonmaju Akademije za glasbo najboljših študentov Akademije za glasbo.
Prejela je izključno najvišje in prve nagrade na državnih in mednarodnjih tekmovanjih. Večkrat je snemala za Radio Slovenija, na Razpisu za snemanje posameznih del in projektov radia Koper je bila izbrana za studijsko snemanje na radiu Koper, leta 2008 je postala nagrajenka Evropske fundacije YAMAHA, leta 2009 pa je prejela študentsko Prešernovo nagrado na Akademiji za glasbo Ljubljana.